# Matagalls Xic
El Matagalls Xic és una muntanya de 1.069 metres del Montseny que es troba al municipi de Seva (Osona), tocant al terme del Brull.